# Panegiryk
Panegiryk – gatunek literatury stosowanej, uroczysty tekst pochwalny (mowa, wiersz, list, toast, itp.) sławiący jakąś osobę, czyn, wydarzenie; pełen przesadnego zachwytu, często o charakterze pochlebczym. W starożytnej Grecji nazwą tą określano również mowy wygłaszane na pogrzebach wybitnych osobistości, wodzów i polityków, sławiące ich zasługi obywatelskie i patriotyczne.
Powszechny zwłaszcza w dobie odrodzenia, XVI–XVIII w. Pisany często przez poetów związanych z dworami królewskimi lub magnackimi. W epoce oświecenia starano się zwalczać panegiryzm. W staropolskiej poezji gatunek uprawiali m.in.: Jan Kochanowski, Szymon Szymonowic, Jan Andrzej Morsztyn, Ignacy Krasicki, Adam Tadeusz Naruszewicz, Stanisław Trembecki, Daniel Naborowski.